# Ravensword: Shadowlands
Ravensword: Shadowlands es un videojuego de rol desarrollado por el estudio independiente americano Crescent Moon Games. Es el sucesor de Ravensword: The Fallen King. Fue lanzado originalmente para iOS y Android únicamente, pero luego fue lanzado para Windows al ser aceptado en Steam.

## Jugabilidad
El juego ha sido comparado en varias ocasiones con juegos de rol de mundo abierto de la serie Elder Scrolls, como The Elder Scrolls V: Skyrim.
El combate tiene tres tipos principales, con excepciones. Dos de ellos, cuerpo a cuerpo y a distancia, utilizan equipamientos. Existen varios estilos de combate de cerca y a distancia. Cada estilo posee habilidades y equipamientos distintos que son entrenados individualmente. La magia también tiene hechizos diferentes, pero todos se entrenan de forma similar utilizando equipamiento parecido y las mismas habilidades.

## Speedrunning
En 2022, el juego tuvo notoriedad al ser presentado en el evento de speedrunning de caridad en vivo ESA 2022. El cuarto speedrunner más rápido es TharBeFungus con un tiempo de 41 minutos y 21 segundos.

## Recepción
Ravensword: Shadowlands ha sido bien recibido por los críticos. Obtuvo una calificación de 76 de 100 del sitio web agregador de reseñas Metacritic, basada en 12 reseñas. TouchArcade elogió fuertemente al juego, dándole un puntaje perfecto de 5 de 5 estrellas, declarando que «es difícil creer que estoy jugando un juego de este calibre en iOS... Salvo por unos glitches menores, Ravensword: Shadowlands es lo máximo, y es un excelente RPG de mundo abierto con una historia decente, amplio contenido, personalización de personaje profunda, y gráficos hermosos». Slide to Play le otorgó al juego una calificación de 3 de 4, diciendo que el juego fue «...un juego hermoso que se tropieza a menudo, pero solo por llegar muy alto», y concluyó que, en definitiva, «no es un juego tan pulido como Skyrim, pero hay mucho aquí para ser adorado por un fan de los RPG de acción». Gamezebo también lo comparó favorablemente con The Elder Scrolls V: Skyrim y The Elder Scrolls: Oblivion, declarando que «si vas a tomar prestado, bien podrías tomar prestado del mejor...El aspecto de mundo abierto de Ravensword: Shadowlands es uno de sus puntos fuertes, y es divertido explorar algunas aventuras no lineales en tu dispositivo iOS. Pero tiene algunas limitaciones, ya que existen algunas barreras físicas en el mundo que evitan que llegues a ciertos puntos del mapa tan libremente como crees». Pocket Gamer lo describió como «...un RPG tan grande y abierto como podrás tener en iOS», pero mencionó el combate desigual como una debilidad importante del juego, describiéndolo como «frustrantemente punitivo y ridículamente fácil» en ciertos puntos.
AppSpy fue más negativo hacia el juego, declarando que la dificultad y los glitches eclipsaron las hazañas técnicas del juego.